# The Birth of a Dragon
『The Birth of a Dragon』（ザ・バース・オブ・ア・ドラゴン）は、Dr.ドラゴン&オリエンタル・エクスプレスのオリジナル・アルバム。1976年6月1日発売。発売元は、ビクター音楽産業（現:ビクターエンタテインメント〈二代目〉）。
規格品番はVIP-6329（1976年盤LP）、およびVICP-5218（1992年盤CD「セクシー・バス・ストップ」）、VICL-61907（2006年盤CD「The Birth of a Dragon +4」）、VICP-65163（2013年盤紙ジャケットCD）

## 解説
- 筒美京平が企画・指揮した覆面ユニット“Dr.ドラゴン&オリエンタル・エクスプレス”のアルバムで、筒美が“Dr.Dragon"という変名で企画・指揮し、更に"Jack Diamond”という変名でごく一部の楽曲を除きほぼ全作曲・全編曲した作品である。
- 1992年11月21日に初めてCD化された際にはアルバムのタイトル名を「セクシー・バス・ストップ」に一旦改題。ボーナス・トラックとして「ピーナッツ（ディスコ・バージョン）」が収録された。
- 2006年4月26日には筒美の作曲家活動40周年を記念し「The Birth of a Dragon +4」というタイトル名で再CD化。、上記の「ピーナッツ（ディスコ・バージョン）」のほか、Dr.ドラゴン（筒美）単独名義による楽曲をボーナス・トラックとして4曲追加収録。また、同年6月28日にはiTunesなどの音楽配信サイトにてダウンロード販売を順次開始した。
- 2013年7月24日には紙ジャケット仕様復刻盤仕様のCDとして再々CD化。ただし、収録曲は1976年盤LPに準拠している（さらにレーベルのビクターのロゴマークも現行ロゴの「Victor」マークではなく、1976年盤のLPに準拠した旧ロゴの「VICTOR」マークが再現されている）。

## 収録曲

### オリジナル盤
- 全作曲・編曲: Jack"Dr.Dragon"Diamond（特記以外）

Side-A
1. セクシー・バス・ストップ
2. 真夜中のウォーク
3. ハッスル・ジェット
  - 作詞: Jun Hashimoto（ノンクレジット）
4. リトル・モンスター
5. カリブの夢

Side-B
1. ドクター・ドラゴンのテーマ
2. ピーナッツ
  - 作詞: Jun Hashimoto（ノンクレジット）
3. バンブー
4. ベイビー・アイ・ラブ・ユー
  - 作詞・作曲: Jeff Barry / Ellie Greenwich / Phillp Spector 編曲: Jack"Dr.Dragon"Diamond
5. ディスコ・ナイト
  - 作詞: Jun Hashimoto（ノンクレジット）

### CD（1992年盤）
「Sexy Bus Stop」
- ☆が付与された曲は当アルバムのボーナス・トラックとして追加収録

1. セクシー・バス・ストップ
2. 真夜中のウォーク
3. ハッスル・ジェット
4. リトル・モンスター
5. カリブの夢
6. ドクター・ドラゴンのテーマ
7. ピーナッツ
8. バンブー
9. ベイビー・アイ・ラブ・ユー
10. ディスコ・ナイト
11. ピーナッツ（ディスコ・バージョン）☆
  - 作詞: Jun Hashimoto（ノンクレジット） 作曲・編曲: Jack"Dr.Dragon"Diamond
  - 1976年7月5日にリリースされたDr.ドラゴン&オリエンタル・エクスプレスの2ndシングルのA面曲。

### CD（2006年盤）
「The Birth of a Dragon +4」
- ☆が付与された曲は当アルバムのボーナス・トラックとして追加収録

1. セクシー・バス・ストップ
2. 真夜中のウォーク
3. ハッスル・ジェット
4. リトル・モンスター
5. カリブの夢
6. ドクター・ドラゴンのテーマ
7. ピーナッツ
8. バンブー
9. ベイビー・アイ・ラブ・ユー
10. ディスコ・ナイト
11. スーパーマン☆
  - 作詞: Peter Shuey 作曲・編曲: Kyohey Tsutsumi リズムアレンジ: Nobu Saito コーラスアレンジ: Yoshiaki Ueda
  - 1979年3月5日にリリースされたDr.ドラゴンの単独プロジェクトによる7インチシングル「スーパーマン」のA面曲。
12. サンバ・クラブ☆
  - 1979年3月5日にリリースされたDr.ドラゴンの単独プロジェクトによる7インチシングル「スーパーマン」のB面曲。
  - 作詞: V.Galati.jr 作曲・編曲: Kyohey Tsutsumi
13. ピーナッツ（ディスコ・バージョン）☆
14. SUPERMAN HE'S A MACHO（Giant Disco Single Ver.）☆
  - 作詞: Peter Shuey 作曲・編曲: Kyohey Tsutsumi リズムアレンジ: Nobu Saito コーラスアレンジ: Yoshiaki Ueda
  - Dr.ドラゴンの単独プロジェクトによる一般ルート未発売のプロモーション盤として制作された12インチシングル「SUPERMAN HE'S A MACHO」のA面曲。

### CD（2013年盤）
「The Birth of a Dragon」（紙ジャケット仕様CD）
1. セクシー・バス・ストップ
2. 真夜中のウォーク
3. ハッスル・ジェット
4. リトル・モンスター
5. カリブの夢
6. ドクター・ドラゴンのテーマ
7. ピーナッツ
8. バンブー
9. ベイビー・アイ・ラブ・ユー
10. ディスコ・ナイト